# Destilación flash

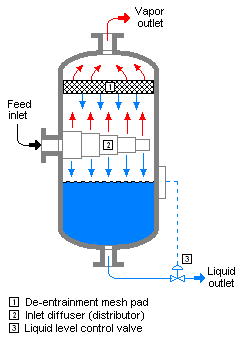
Tanque de destilación flash

La destilación flash es un tipo de operación unitaria que ocurre cuando un líquido saturado ingresa a un tanque a menor presión y se separa (esciende) en dos fases, una de vapor y una líquida.
Si el líquido saturado es de dos o más componentes (por ejemplo una mezcla de propanol/isobutano o etanol/agua), el vapor producido tras las escisión se encuentra enriquecido en el componente más volátil que el líquido remanente.
Para una correcta destilación flash, la temperatura y presión dentro del tanque ha de ser tal que se consigan dos componentes, un líquido y un vapor. Para ello usaremos una línea o recta de operación con valores -f/v entre 0,3 y 0,7, es decir que la pendiente de la recta de operación no sea ni totalmente vertical ni horizontal para que haya cantidades significativas tanto del líquido como del vapor.
Antes de introducir el líquido en el flash se suele calentar y para aumentar su presión y temperatura para poder producir la escisión dentro del tanque a la presión y temperatura deseadas.

## Destilación simple o monocomponente
La destilación flash de un solo componente es un proceso isoentálpico, normalmente adiabático. La siguiente ecuación deriva de un balance simple de energía, realizado a la válvula de entrada, que predice cuánto líquido del monocomponente es vaporizado:
{\displaystyle X={\frac {H_{u}^{L}-H_{d}^{L}}{H_{d}^{V}-H_{d}^{L}}}}donde:
{\displaystyle X}: fracción vaporizada (adimensional).
{\displaystyle H_{u}^{L}}: entalpía del líquido saturado a su presión y temperatura (J/kg).
{\displaystyle H_{d}^{V}}: entalpía del vapor a su temperatura y presión de saturación (J/kg).
{\displaystyle H_{d}^{L}}: entalpía del líquido residual a su temperatura y presión de saturación (J/kg).